# Raúl Albentosa
Raúl Albentosa Redal (ur. 7 września 1988 w Alzira) – hiszpański piłkarz występujący na pozycji obrońcy w Gimnàstiku Tarragona.